# Idiocerus moniliferae
Idiocerus moniliferae är en insektsart som beskrevs av Henry Fairfield Osborn och Ball 1898. Idiocerus moniliferae ingår i släktet Idiocerus och familjen dvärgstritar. Inga underarter finns listade i Catalogue of Life.